# Sieroszewice (gemeente)
De gemeente Sieroszewice is een landgemeente in het Poolse woiwodschap Groot-Polen, in powiat Ostrowski (Groot-Polen).
De zetel van de gemeente is in Sieroszewice.
Op 30 juni 2004 telde de gemeente 9618 inwoners.

## Oppervlakte gegevens
In 2002 bedroeg de totale oppervlakte van gemeente Sieroszewice 163,54 km², waarvan:
- agrarisch gebied: 63%
- bossen: 30%

De gemeente beslaat 14,09% van de totale oppervlakte van de powiat.

## Demografie
Stand op 30 juni 2004:
| Omschrijving                   | Totaal | Totaal | Vrouwen | Vrouwen | Mannen | Mannen |
| ------------------------------ | ------ | ------ | ------- | ------- | ------ | ------ |
| eenheid                        | aantal | %      | aantal  | %       | aantal | %      |
| inwoners                       | 9618   | 100    | 4799    | 49,9    | 4819   | 50,1   |
| bevolkingsdichtheid (inw./km²) | 58,8   | 58,8   | 29,3    | 29,3    | 29,5   | 29,5   |

In 2002 bedroeg het gemiddelde inkomen per inwoner 1240,53 zł.

## Administratieve plaatsen (sołectwo)
Bibianki, Biernacice, Bilczew, Kania, Latowice, Masanów, Namysłaki, Ołobok, Parczew, Psary, Raduchów, Rososzyca, Sieroszewice, Sławin, Strzyżew, Westrza, Wielowieś, Zamość.

## Aangrenzende gemeenten
Brzeziny, Godziesze Wielkie, Grabów nad Prosną, Kraszewice, Mikstat, Nowe Skalmierzyce, Ostrów Wielkopolski, Przygodzice

Stad- en landgemeenten:
Nowe Skalmierzyce · Odolanów · Raszków

Landgemeenten:
Ostrów Wielkopolski (regeringsplaats) · Przygodzice · Sieroszewice · Sośnie